# Golubki
Golubki – wieś w Polsce położona w województwie warmińsko-mazurskim, w powiecie oleckim, w gminie Kowale Oleckie.
W latach 1975–1998 miejscowość administracyjnie należała do województwa suwalskiego.
Wieś wymieniana w dokumentach już w 1541 roku, kiedy to starosta straduński, Kasper von Aulack, odnowił Wojtkowi i Marcinowi z Golubia przywilej na trzy włóki. Wieś czynszowa lokowana na prawie chełmińskim na 30 włókach w roku 1564 przez starostę Wawrzynieca von Halle, (znany też jako Reinke), który sprzedał Grzegorzowi, Maciejowi, Jakubowi, Stańkowi Jędrysiowi trzy włóki sołeckie, powierzając im zadanie założenia wsi. 
Golubki należały do parafii w Olecku. Jednoklasowa szkoła założona została w 1743 roku. W 1938 w Golubkach było 403 mieszkańców.
Do 1954 roku miejscowość była siedzibą gminy Golubie.
Wcześniej używane nazwy tej miejscowości: Golubie (w dokumentach można a pomylić z inną wsią o nawzie Golubie), Gollubien, Kalkhof (1938-1945).
Bibliografia:
- Olecko Czasy, ludzie, zdarzenia Tekst: Ryszard Demby